# Parataracticus niger
Parataracticus niger är en tvåvingeart som beskrevs av Martin 1955. Parataracticus niger ingår i släktet Parataracticus och familjen rovflugor. Inga underarter finns listade i Catalogue of Life.